# Strzelce Kujawskie
Strzelce Kujawskie ist ein Wohnplatz im Powiat Kutnowski der Woiwodschaft Łódź in Polen. Er gehört zum Schulzenamt (sołectwo) Wieszczyce der Gmina Strzelce.

## Geographie
Strzelce Kujawskie liegt im Norden der Woiwodschaft, zwei Kilometer nördlich grenzt die Gemeinde an die Woiwodschaft Masowien. Strzelce, der Hauptort der Gemeinde, liegt östlich, Wieszczyce im Süden, Zgórze im Südwesten, Zaranna im Nordosten und Niedrzew jenseits der Bahn im Westen.
Der Wohnplatz ist im Nationalen Ortsregister (polnisch rejestr TERYT) unter der SIMC „0577596“ als Weiler (osada) ausgewiesen.

## Geschichte
Mit der dritten Teilung Polens kam die Region 1793 zu Preußen, 1807 zum Herzogtum Warschau und 1815 zum russisch beherrschten Kongresspolen. Während der deutschen Besatzungszeit im Zweiten Weltkrieg gehörte der Wohnplatz zum Landkreis Kutno im Reichsgau Wartheland. Seit 1973 gehört er wieder zur Landgemeinde Strzelce, die von 1975 bis 1998 zur Woiwodschaft Płock gehörte. Im Januar 1999 wurden der Powiat Kutnowski und die Woiwodschaft Łódź wieder gebildet.

## Verkehr
Der Bahnhof Strzelce Kujawskie liegt an der Bahnstrecke Kutno–Brodnica. Der nächste Fernbahnhof ist Kutno, der nächste internationale Flughafen ist Łódź. Nordwestlich besteht eine Auffahrt auf die Autobahn A1. Die Landesstraße DK60 führt von Strzelce nach Kutno und Płock.

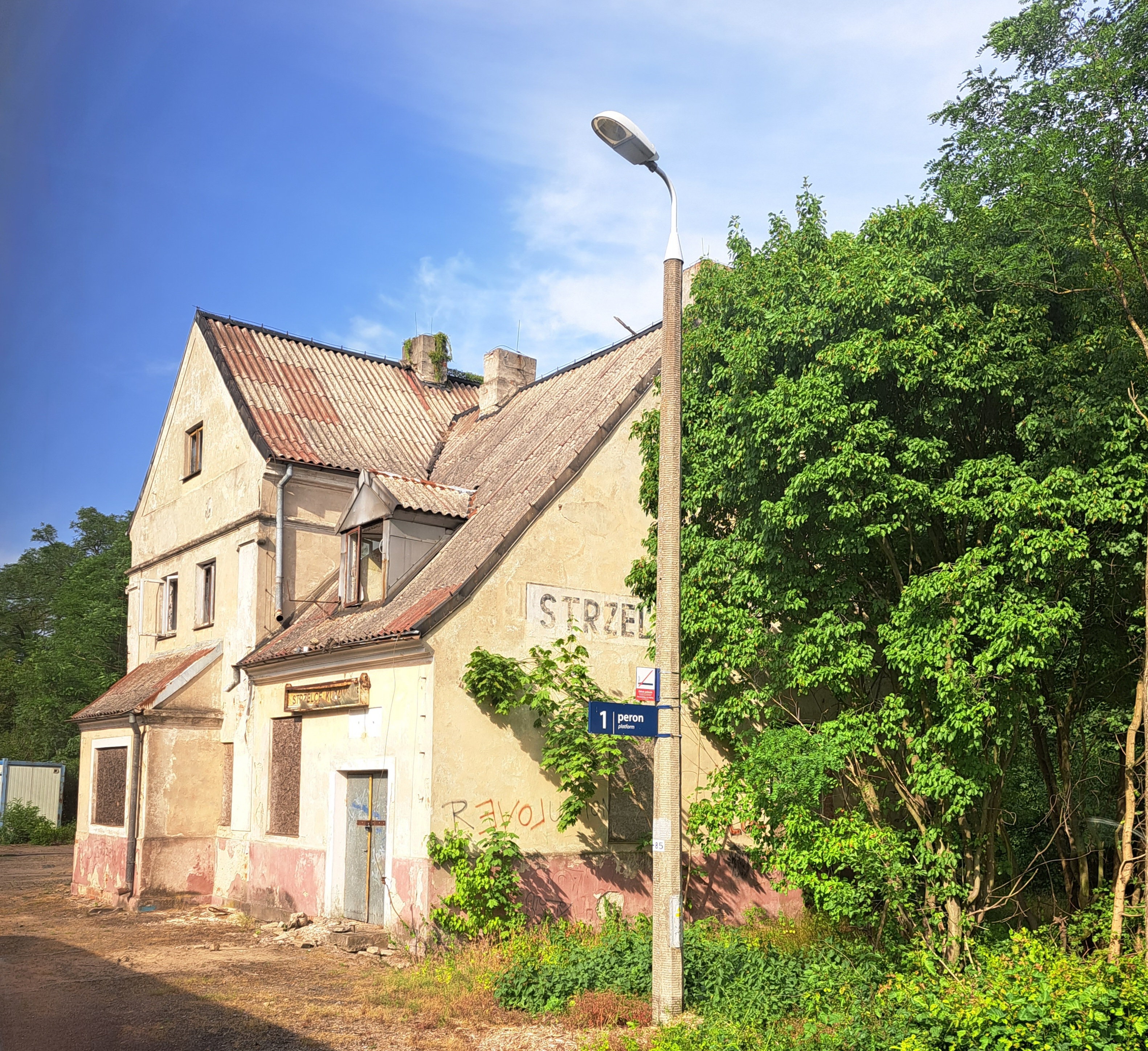
Bahnstation Strzelce Kujawskie